# Gamla marknadsplatsen, Jokkmokk

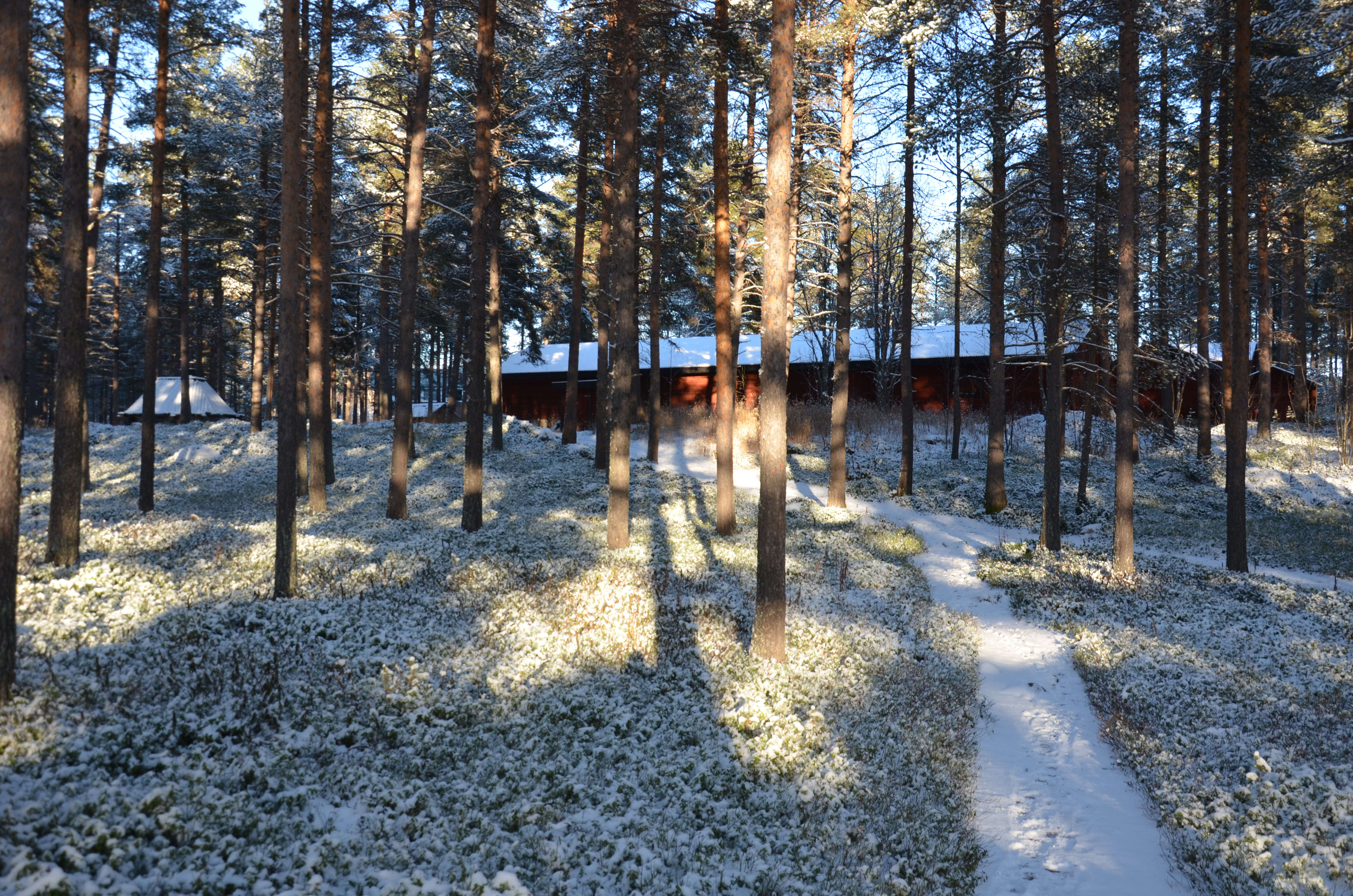
Gamla marknadsplatsen från söder, med Jokkmokks hembygdsgårds lada i fonden

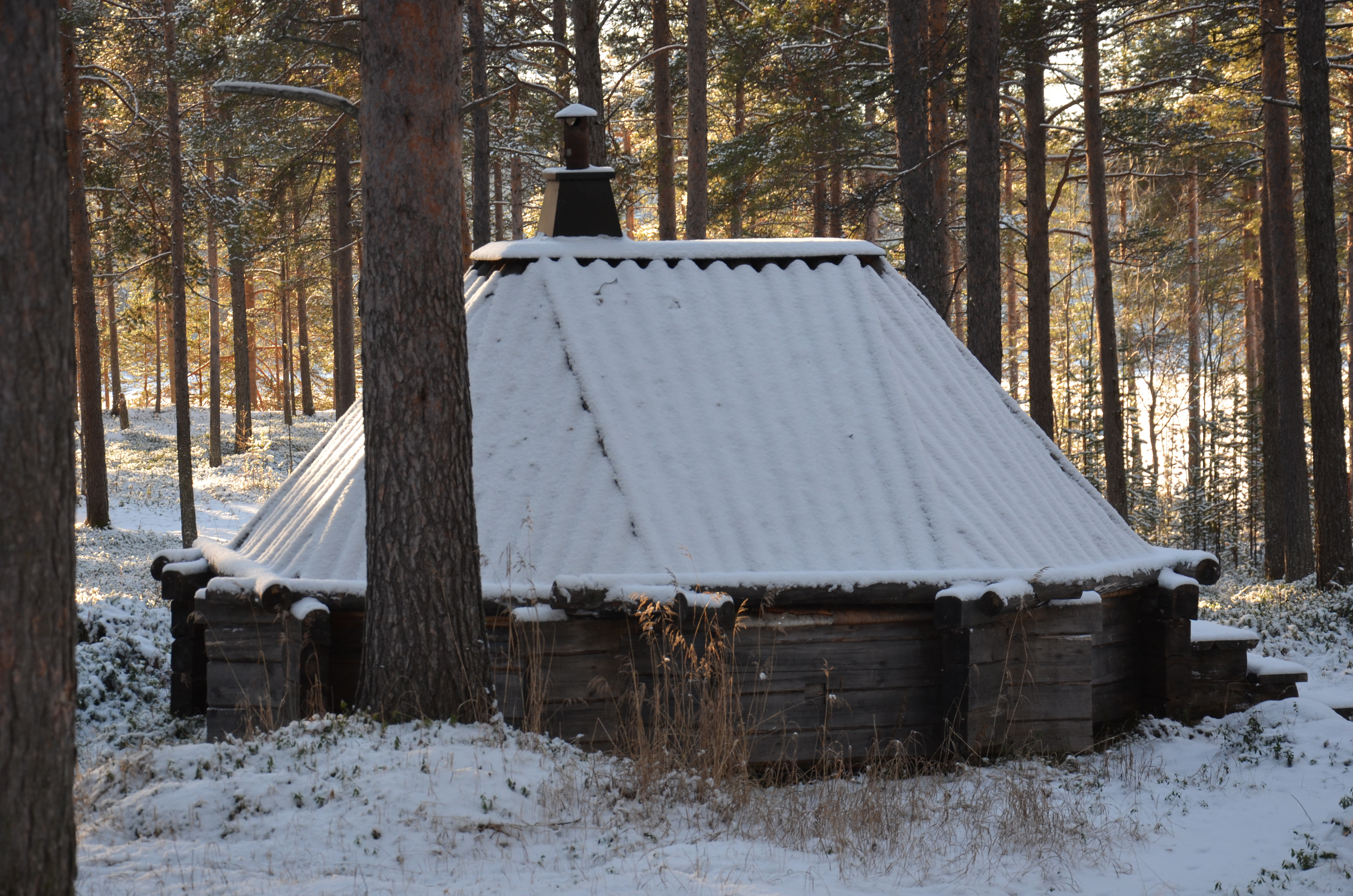
Kåta på området för Gamla marknadsplatsen med Talvatissjön i bakgrunden

Gamla marknadsplatsen är den ursprungliga platsen för Jokkmokks marknad från 1607 och fram till modern tid, då handelsplatsen flyttades till gatorna i Jokkmokks centrum.
Marknaden arrangerades på platsen för vintervistet för Jokkmokks skogslappby vid Talvatisjön; dálvvadis på lulesamiska betyder vinterviste. Platsen låg nära den ursprungliga kyrkan, som låg på nuvarande vårdcentralens plats.  Området var under övriga delen av året obebott fram till en bit in på 1700-talet.
Marknaden hölls ursprungligen på pålsmäss, den 25 januari, och var från början ett av kronan 1607 bestämt årligt handelstillfälle för samebyarna Jokkmokk, Sirkisluokta, Tuorponjaur, Suoksjokk och Sirkeluokta i Lule lappmark. På marknaden byttes framför allt kött samt skinn från björn, räv, mård, ekorre och hermelin mot salt, mjöl och kläde.
På området för gamla marknadsplatsen finns husgrunder och eldstäder från kåtaplatser.